# Bitwa nad rzeką Medway
Bitwa nad rzeką Medway – starcie zbrojne, które miało miejsce w roku 43 n.e. 
Latem roku 43 n.e. 40 000 Rzymian i ich sojuszników pod wodzą Aulusa Plaucjusza opuściły port w Boulogne obierając kierunek na wybrzeża Brytanii. Flota rzymska pożeglowała koło wyspy Thanet, następnie obrała kurs wzdłuż cieśniny Dover w rejon Kentu, gdzie w latach 55 p.n.e. i 54 p.n.e. lądował ze swoim wojskiem Juliusz Cezar. W pobliżu Pegwell Bay Rzymianie oraz ich batawscy sojusznicy zeszli na ląd. Po wylądowaniu Rzymianie zbudowali obóz nad rzeką Stour, umacniając przyczółek i przygotowując się do wymarszu w głąb kraju. Następnie Rzymianie pomaszerowali w kierunku Tamizy, nie napotykając po drodze żadnych Brytów. 
Po dłuższym marszu na drodze Rzymian pojawiły się pierwsze wojska Brytów dowodzone przez dwóch braci z plemienia Katuwellaunów i Atrebatów – Togodumnusa oraz Caradoca (Karaktaka). Wskutek sporu o władzę pomiędzy braćmi, Caradoc nie czekając na pomoc Togodumnusa zebrał własne siły z plemion Atrebatów oraz Dobunnów wyruszając przeciwko Plaucjuszowi. Już pierwsze starcie ukazało wyższość rzymskiego wojska nad słabo uzbrojonym przeciwnikiem, który w popłochu uciekł z pola bitwy. Caradoc wycofał się poza rzekę Medway, gdzie zamierzał odtworzyć swoje wojska. Nie mógł już jednak skorzystać z pomocy Dobunnów, którzy poddali się Rzymianom. 
Krótko potem Rzymianom drogę zastąpili wojownicy z plemienia Katuwelaunów pod wodzą Togodumnusa. Atak na Rzymian zakończył się całkowitą klęska Brytów i ciężkimi ranami Togodumnusa, który zmarł w kilka dni później. Resztki ocalałych Brytów wycofały się poza rzekę Medway, gdzie połączyły się z siłami Caradoca. Łącznie za rzeką Brytowie zgromadzili 60–80 tys. ludzi i setki rydwanów bojowych. 
Po dotarciu do rzeki Plaucjusz wydzielił jazdę Sabinusa oraz Wespazjana wysyłając ich w górę rzeki, a Batawów w kierunku przeciwnym. Batawowie przekroczyli rzekę w miejscu niewidocznym dla przeciwnika, po czym obeszli Brytów od tyłu przypuszczając atak. Po zaciętej walce Brytowie odparli przeciwnika. Równocześnie jazda rzymska rozpoczęła przekraczanie rzeki po specjalnie zbudowanym moście z łodzi. W trakcie przeprawy doszło do walki z Brytami, którzy starali się zepchnąć Rzymian do wody. W wyniku krwawego starcia Rzymianom udało się przejść na brzeg, gdzie otoczeni przez przeciwnika okopywali się i zakładali obóz. 
Następnego dnia Plaucjusz wysłał kolejne wojska pod wodzą Gnejusza Gety z zadaniem przeprawy w dole rzeki i pomocy oblężonym. Tym razem Brytowie nie dali się zaskoczyć, atakując przeciwnika. Po bardzo ciężkiej walce Rzymianom udało się ostatecznie zdobyć przyczółek, a następnie wyruszyć z pomocą legionom otoczonym w górze rzeki. Atak wojsk Gety rozproszył Brytów, którzy zmuszeni zostali do wycofania się poza Tamizę. W pościgu ponownie wzięła udział jazda batawska, która zepchnęła nieprzyjaciela wprost na nadchodzących Rzymian. W kolejnym starciu padło wielu Brytów, a ci, którzy przeżyli, zbiegli na mokradła Essexu. Klęska Brytów była całkowita. Król Caradoc uciekł na zachód. Zanim nastała jesień, w rękach Rzymian znajdowało się całe południe Brytanii, w tym stolica Katuwellaunów – Camulodunum (dzisiejsze Colchester).